# 大嵐天神社
大嵐天神社（おおあらしてんじんしゃ）は山梨県南都留郡富士河口湖町大嵐に鎮座する神社。
羽根子山と足和田山に挟まれた尾根に建つ。

## 祭神
大己貴神､少彦名神、菅原道真公を祀る。

## 由緒
大同2年（807年）に創祀されたと伝え、その後天暦の頃（10世紀中半）、菅原道真公を合祀して「天満宮」と称した。

## 社殿
社殿は「大嵐山の神社」、「天神社本殿」として平成15年（2003年）に富士河口湖町の有形文化財に指定されている。

## 境内
境内の梅は地区出身者が太宰府天満宮（福岡県太宰府市）の神主より譲り受けたものを植樹したものである。

## 文化財
（括弧内は指定の種別と年月日）
富士河口湖町指定
- 大嵐山の神社（有形文化財、平成15年4月17日）
- 天神社本殿（同上）
- 神札古判木（同上）